# Glossosoma mereca
Glossosoma mereca är en nattsländeart som beskrevs av Donald G. Denning 1948. Glossosoma mereca ingår i släktet Glossosoma och familjen stenhusnattsländor. Inga underarter finns listade i Catalogue of Life.